# Kira Alexandrowna Schaschkina
Kira Alexandrowna Schaschkina (russisch Кира Александровна Шашкина, Kira Aleksandrovna Shashkina) ist eine russische Pianistin und Pädagogin. Zu ihren Schülern gehörten  die Medaillengewinner des Tschaikowski-Wettbewerbs Michail Pletnjow und Alexander Lubjanzew.

## Biographie
Kira Schaschkina absolvierte das Kasaner Konservatorium nach einem Studium bei Albert  Leman und Wladimir Grigorjewitsch Apressow und erhielt eine Weiterbildung in den Meisterklassen am Moskauer Konservatorium bei Heinrich Neuhaus und Jakow Milschtein. Sie trat in Solokonzerten und mit Orchester in Konzerten auf, die in Radio und Fernsehen ausgestrahlt wurden.
1955 begann sie am Kasaner Konservatorium und den zugehörigen Schulen zu unterrichten. Von 1992 bis 2017 unterrichtete sie an der Zentralen Musikschule Moskau des Moskauer Konservatoriums. Pianisten, die bei ihr studierten, gewannen mindestens 80 Mal Preise bei Wettbewerben, davon mindestens 51 erste Plätze.

## Studenten
In seiner Kindheit studierte der Pianist, Komponist und Dirigent Michail Pletnjow, der 1978 den Tschaikowski-Wettbewerb gewann und der Gründer und Chefdirigent des Russischen Nationalorchesters ist, sechs Jahre bei Schaschkina an der Schule für Hochbegabte am Kasaner Konservatorium. Andere nennenswerte ehemalige Schüler sind Alexander Lubyantsev, Dong-Hyek Lim, Aleksei Tschernow, Filipp Kopatschewski und Zlata Chochieva.